# Farinelli

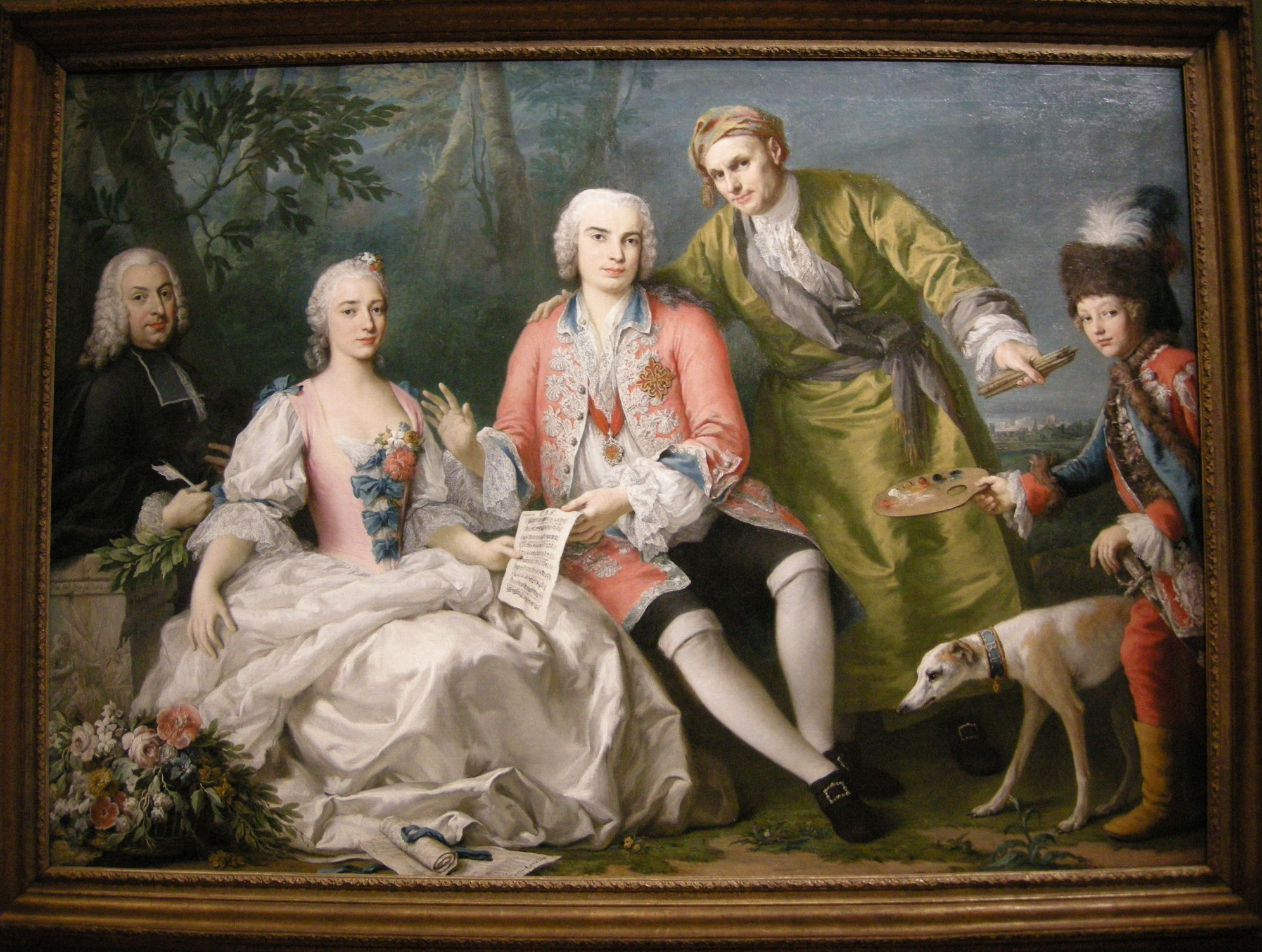
Jacopo Amigoni: Farinelli (középen) és barátai

Farinelli (Andria, 1705. január 24. – Bologna, 1782. szeptember 16.) (eredeti neve Carlo Maria Broschi) olasz énekes, a kor legünnepeltebb kasztrált énekeseinek egyike.

## Élete
Régi nemes család sarja, akit gyermekkorában kasztráltak. Farinelli apja hivatalnok volt, első zeneleckéit hét évvel idősebb bátyjától kapta. Farinelli tízéves korától Nicola Porpora tanítványa lett, akinek Pietro Metastasio librettójára írt Angelica e Medoro című operájával debütált 1720-ban. Virtuóz énekével mesterének, Porporának, Eumene című operájában 1722-ben nagy sikert aratott. VI. Károly német-római császár, magyar és cseh király tanácsára a bensőséges, drámai éneket is tökéletesen elsajátította. Többször énekelt Bécsben. Porpora biztatására 1734-ben Londonba ment, ahol rendkívüli sikerei fölöslegessé tették a másik operavállalatot, melyet akkor Händel vezetett, aki emiatt tért át végleg az oratóriumok komponálására. A dúsgazdaggá vált Farinelli 1736-ban Spanyolországba ment, s miután V. Fülöp királyt a legendák szerint „énekével kigyógyította”, befolyásos udvaroncává lett, sőt VI. Ferdinánd politikájában is része volt. Csak 1759-ben tért vissza hazájába.